# Eremobius phoenicurus
Eremobius phoenicurus é uma espécie de ave da família Furnariidae. É a única espécie do género Eremobius.
Pode ser encontrada nos seguintes países: Argentina e Chile.
Os seus habitats naturais são: matagal árido tropical ou subtropical e campos de gramíneas de clima temperado.

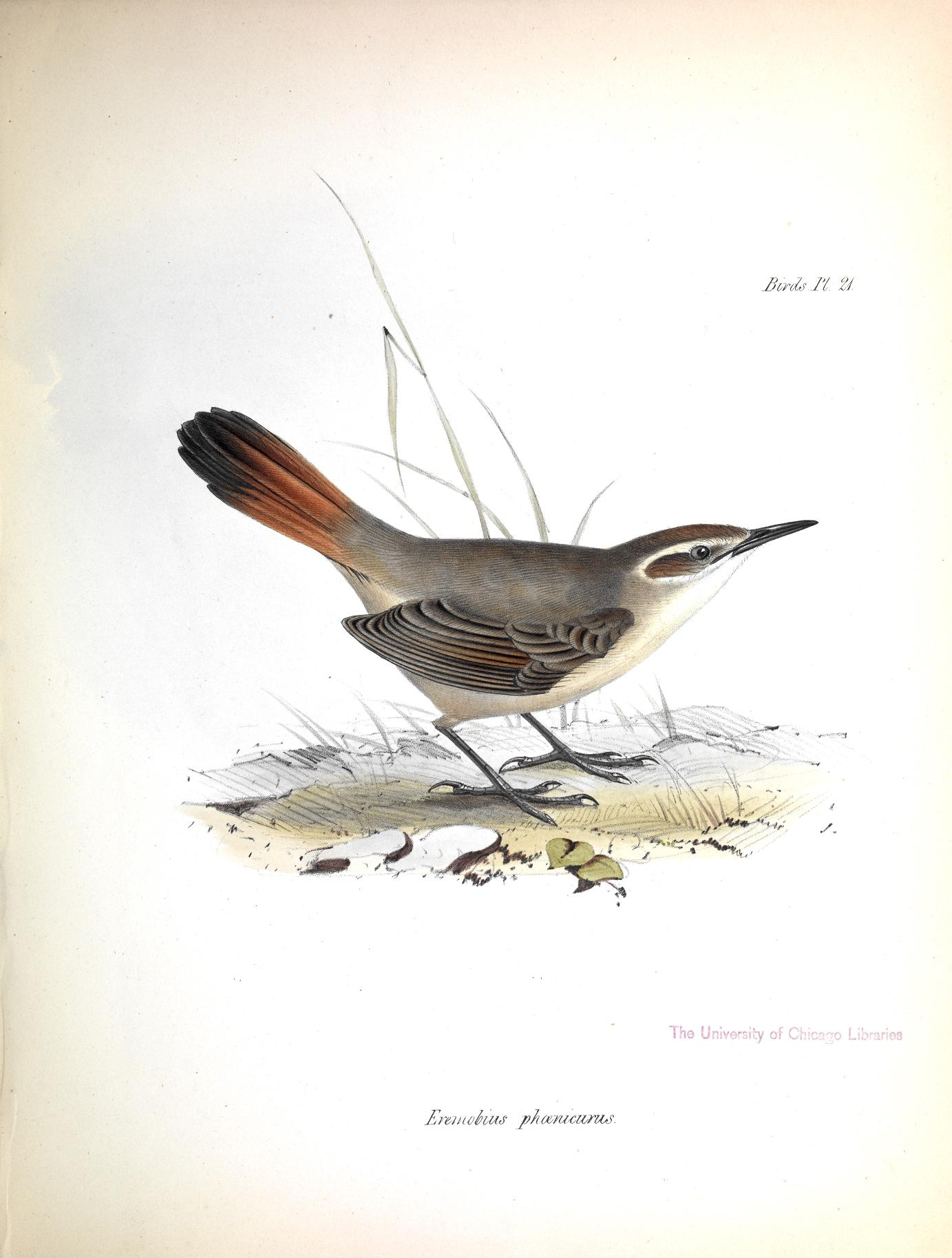